# Collie cu păr lung

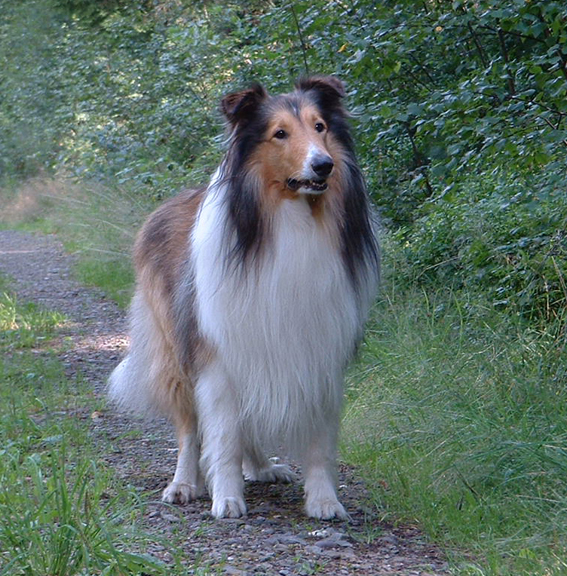
Collie cu păr lung

Generic vorbind, Collie reprezintă mai mult decât o rasă de câini, fiind mai degrabă o familie cu mulți membri, rase canine și varietăți ale acestora toate originare din Scoția și nordul Angliei. De-a lungul ultimelor 3 secole, acești câini au însoțit marile transferuri de populație, răspândindu-se în multe colțuri ale lumii și au cunoscut numeroase modificări și ameliorări (în special în Australia și America de Nord). În prezent, chiar dacă sunt câteva rase care păstrează în nume - oficial sau nu - denumirea de Collie (ex. Border Collie, Shetland Collie, Australian Collie, Bearded Collie etc.) o rasă distinctă se recunoaște complet sub această denumire: rasa atât de popularizată în urma succesului la public înregistrat de seria de filme "Lassie".

### Origine
Scoția și Țara Galilor

### Înălțime
Masculi -56–61cm
Femele-51-56 cm

### Greutate
22–32 kg 

### Durata de viață
14-16 ani

### Grupa
Working/Herding

### Istoric rasă
Numele rasei are origini încă disputate. Se presupune că la originea denumirii a stat fie numele unei rase de oi specifice zonei montane din Scoția (colley, ovine cu fața neagră), fie cuvântul "coilean" cu semnificația "câine" în gaelică, fie cuvântul "coal" (cărbune - pentru că primele exemplare din vechime etalau o blană preponderent neagră, sau negru în combinație cu alb, coloritul de bază  al rasei Border Collie de astăzi). Istoricii rasei sunt de părere că au existat câini asemănători în Scoția și Țara Galilor, cu specificația că cei din Scoția erau de talie mai mare, mai puternici și mai voluntari, folosiți pentru a urmări și încolți oile semi-sălbatice din munți, iar cei din Țara Galilor erau mai mici în talie, mai agili și mai maleabili, preferați de crescătorii de capre. Cele două varietăți au suferit încrucișări succesive de-a lungul veacurilor, singurele criterii urmărite fiind obținerea unor exemplare robuste, rezistente la boli și cu abilități de muncă. La sfârșitul secolului al XIX-lea crescătorii din Anglia au remarcat în nordul țării un câine de talie medie spre mare, puternic, aspectuos, vioi și au încercat să obțină exemplare îmbunătățite genetic plecând de la acest tipar. S-a dorit obținerea unui câine cu blana mai lungă, decorativă, cu rol predominant de animal de companie. Se presupune că unele ameliorarea rasei a inclus și exemplare de ogari Barzoi, aduși din Rusia, pentru modelarea unui craniu elegant, distins. A doua jumătate a secolului al XIX-lea a marcat primele apariții în expozițiile canine, iar reprezentanții noii rase au fost imediat remarcați. Regina Victoria a remarcat acești câini în cursul unei vizite la castelul Balmoral și a dorit imediat să aibă un exemplar inclus în impresionanta sa colecție canină.
Trebuie subliniat faptul că de-a lungul procesului de ameliorare și selecție s-au obținut 2 varietăți ale rasei, cea cu părul lung, cea mai populară și mai numeroasă, cunoscută și sub denumirile de Rough Collie/Long Haired Collie și cea cu părul scurt, cunoscută sub numele de Smooth Collie/Short Haired Collie, cu mai puțini reprezentanți.

### Descriere fizică
Este un câine de talie medie spre mare, cu corpul alungit, viguros, dar totuși suplu. Capul are o linie elegantă, cu o notă alungită, botul lung și el terminându-se cu o trufă de culoare neagră. Ochii sunt puternic migdalați, dispuși oblic ("privire asiatică"). Irisul este albastru sau în nuanțe de căprui, întâlnindu-se frecvent fenomenul heterocromiei (ochi de culori diferite). Urechile sunt destul de mari, cu vârful ascuțit, prinse în plan superior, erecte sau semi-erecte (cu vârful răsfrânt în față), orientate spre în față. Coada, de mărime medie, este purtată atârnată în repaus și ușor îndoită, sub linia spatelui, în momentele de acțiune. Blana lungă și înfoiată a exemplarelor Rough Collie este alcătuită din 2 straturi, cu cel inferior pufos, dens, izolant și cel superior des și el, cu fire aspre, drepte, ce formează în jurul gâtului o coamă abundentă. Mersul este lejer, grațios chiar, întreaga ținută degajă noblețe și siguranță, rasa Collie varietatea cu păr lung fiind considerată, neoficial, cea mai aspectuoasă rasă canină.

### Personalitate
Collie include câini foarte inteligenți, receptivi, energetici, atenți la detalii și implicați serios în activitățile ce le sunt încredințate. Sunt sociabili și se manifestă foarte iubitori în relația cu oamenii, uneori de o extremă sensibilitate. Se dovedește răbdător și delicat în interacțiunile cu copiii, vigilent în aria proprietății și precaut cu străinii. Daca aveti un copil peste 6 ani si nu aveti incredere in el , cumparati un Collie cu parul lung deoarece sunt protectivi si iubitori cu orice copil.

### Îngrijire și sensibilitate boli
Năpârlesc constant pe toată perioada anului și necesită periaj efectuat de 2/3 ori pe săptămână. La schimbarea sezoanelor periajul se va face zilnic, pentru că pierde mult păr. Boli specifice: anomalia oculară Collie, atrofia retiniană progresivă, neutropenia ciclică canină, displazia de șold. Alte boli, cu o frecvență medie: alergiile pielii, hipotiroidismul primar, dilatația volvulului gastric și epilepsia.

### Condiții de viață
Sunt foarte bine adaptați traiului în exterior , intr-o gradina. Nevoia constanță de mișcare. Se adaptează destul de bine și condițiilor interioare , pot fi tinuti si intr-un apartament cu 3/4 camere. Au nevoie de un program de exerciții și jocuri consistent, variat și provocator.

### Dresaj
Foarte maleabili și cu excelentă intuiție în dresaj. Posedă o bună disciplină și pot face față dresajului de înaltă performanță, mai ales dupa ce le-a fost temperat entuziasmul nativ, etalat din plin în perioada junioratului. Foate rezistenți la efort, agili și atletici, fac față cu rezultate foarte bune probelor din concursurile de obstacole și agilitate. Își însușește corect și temeinic dresajul de obicei

### Utilitate
Preferat foarte mult în rol de câine de familie, pentru aerul său elegant, distins, tonusul fizic foarte bun, sociabilitatea de care dă dovadă și temperamentul în notă optimistă. Este un partener de joacă foarte plăcut și sigur pentru copii, este eficient în rol de câine de pază.
1. ↑   (PDF) http://www.fci.be/nomenclature/Standards/156g01-de.pdf Lipsește sau este vid: |title= (ajutor)